# 점령된 팔레스타인 결의

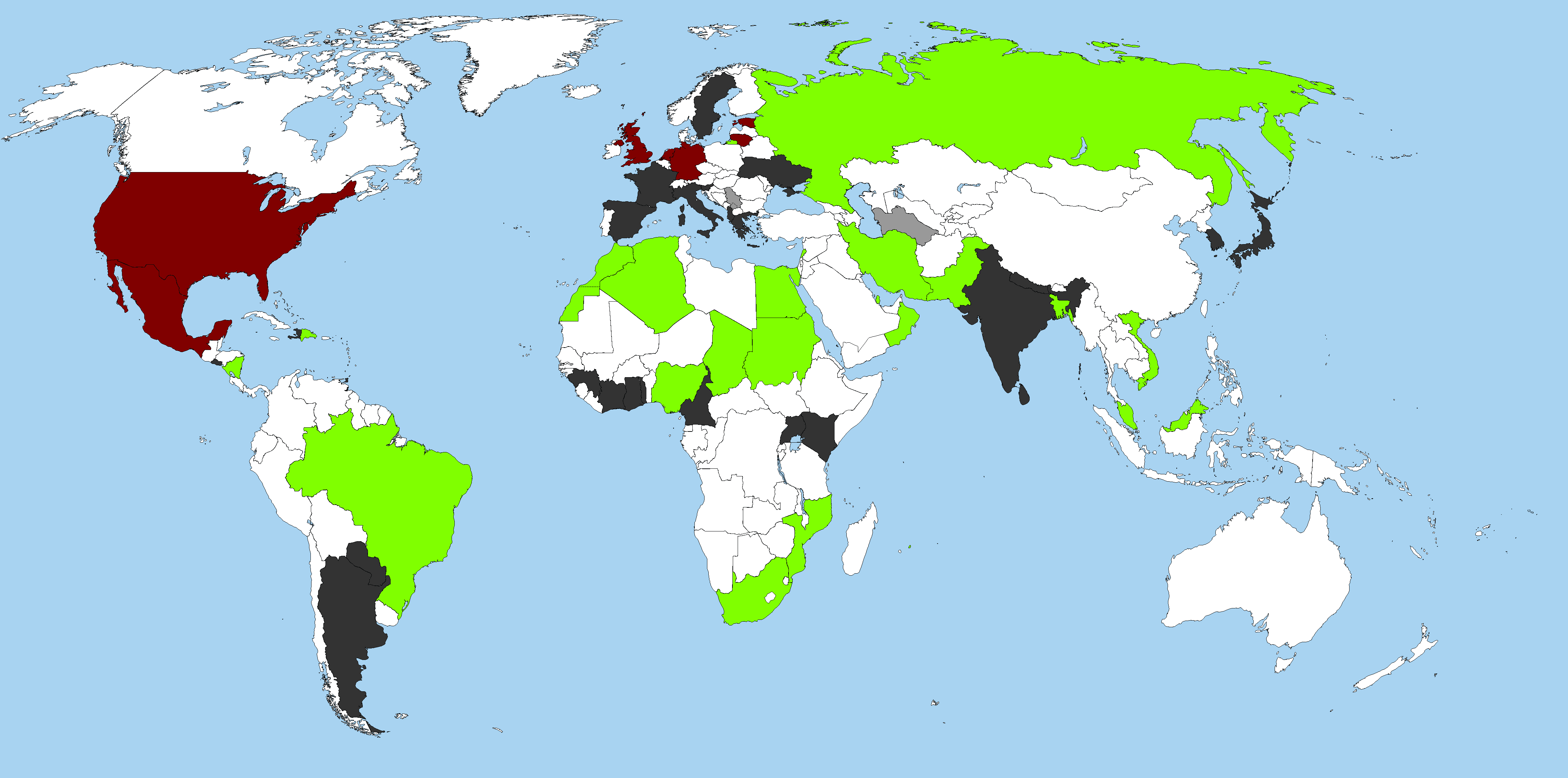
점령된 팔레스타인에 관한 유네스코 결의 투표 결과
찬성
반대
기권
불참

점령된 팔레스타인 결의(영어: Occupied Palestine Resolution) 또는 유네스코 제200차 집행위원회 제25장 문서(Document 200 EX/25)는 2016년 10월 13일에 통과되고 2016년 10월 26일에 유네스코(유엔 교육 과학 문화 기구) 집행위원회의 결정에 따라 공식 통과된 결의이다. 이 결의안은 이스라엘이 팔레스타인 사람들에 대한 공격을 허용한 것은 물론 과거 무슬림들이 아브라함 종교의 성지인 성전산과 동예루살렘의 기반 시설을 독점적으로 사용하는 것을 보호하지 못한 것에 대해 "점령 세력"으로 지칭되는 공식적인 비난이다.
이 결의안은 원래 2016년 6월에 튀르키예에서 표결에 부쳐질 예정이었으나 유네스코는 2016년 아타튀르크 공항 테러로 인해 같은 해 10월에 프랑스 파리에서 재소집될 때까지 표결을 연기해야 했다. 연장된 기간은 그러한 결의안이 투표에 부쳐질 것이라는 뉴스의 공개를 허용했고 이스라엘은 분노를 표출했다. 해당 결의안은 알제리, 이집트, 레바논, 모로코, 오만, 카타르, 수단이 제출했고 28개국이 기권했는데 찬성 24개국, 반대 6개국으로 통과되었다. 최종 개표 결과는 찬성 23개국, 반대 7개국이었다. 반대표를 던진 나라들은 미국, 독일, 영국을 포함했다.
이 결의안은 반유대주의라는 비난에서 비롯된 것으로 통과된 이후에 짧은 국제적인 논란을 불러일으켰다. 이스라엘은 투표 결과에 대한 항의의 표시로 유네스코와의 협력을 중단한다고 발표했다. 이스라엘과 미국은 2011년에 유네스코가 팔레스타인을 회원국으로 승인한 것에 대응하여 유네스코에 대한 자금 지원을 중단했다. 이스라엘과 미국은 2017년 10월에 부분적으로 반이스라엘 편향을 이유로 유네스코에서 탈퇴한다고 발표했다.

## 논란
결의안이 통과되기 이전까지 논란의 주요 대상은 본문에서 성전산을 가리키는 용어였다. 나중에 "3개의 유일신 종교를 위한 예루살렘 구 시가지와 그 성벽의 중요성"을 인정하기 위해 문장이 추가되었지만 예루살렘 구 시가지의 신성한 언덕 꼭대기 건물을 유대인들이 부르는 이름인 '하르 하바이트'(Har HaBayit)를 인정하지 않고 이슬람교에서 부르는 이름인 '알하람 알샤리프'(Al-Haram al-Sharif)로만 언급했다. 패트리아크 동굴과 라헬의 무덤은 모두 문서 후반부에 이슬람교와 영어 이름과 함께 나열되어 있지만 통곡의 벽 광장으로만 언급된 통곡의 벽(Kotel HaMaaravi, 코텔 하마라비)을 포함한 몇몇 유적들은 보다 오래된 히브리어 이름으로 언급하지 않았다. 이로 인해 몇몇 사람들은 유네스코가 성전산과 유대인, 기독교인의 연관성을 모두 부정하고 있다고 비난했다. 베냐민 네타냐후 이스라엘 총리는 해당 결의안에 대해 기자의 피라미드와 이집트, 만리장성과 중국 간의 연관성을 부정하는 것에 비유하면서 이스라엘과 유대인에 대한 유네스코의 편협함이 커지고 있다는 증거라고 지적했다.
해당 결의안은 또한 이스라엘과 그 성지에 대한 비이슬람적인 관계를 제거하려는 명백한 시도가 이스라엘, 팔레스타인, 아랍 세계 전체의 평화 과정에 해롭다고 주장하면서 많은 정당들로부터 반유대주의 및 반시온주의 선전이라는 비난을 받았다. 안드레스 로에메르 유네스코 주재 멕시코 대사는 해당 결의안에 대한 멕시코 정부의 지지를 거부하고 퇴장했다가 해임당했는데 멕시코 정부는 나중에 결의안에 대한 지지를 철회했다. 이 결의안은 또한 1996년에 언덕 꼭대기 단지를 감독하는 예루살렘 이슬람 와크프가 정한 특권에 따른 피해를 방지하기 위해 성전산 부지에 더 이상의 건설을 막는 것에 대한 이스라엘의 비난을 포함한 명백한 악마화에 따른 극심한 비난을 예로 들 수 있다. 반기문 유엔 사무총장과 이리나 보코바 유네스코 사무총장은 "유대교, 이슬람교, 기독교는 예루살렘과 분명한 역사적 연관성이 있다."고 밝히면서 "유대인, 기독교, 이슬람교의 전통을 부정하고 숨기거나 지우는 것은 유적지의 완전성을 훼손한다. 알아크사 모스크는 유대교에서 가장 신성한 장소인 성전산이기도 하다."라고 비판했다. 체코 의회는 해당 결의안이 "혐오스러운 반이스라엘 정서"를 반영한다고 말하며 거부했고 수백 명의 이탈리아 유대인들은 로마에서 이탈리아 정부의 결의안 기권에 항의하는 시위를 벌였다. 유네스코는 10월 26일에 "이스라엘이 예루살렘의 성지에 지속적으로 접근하여 그들의 보존 상태를 결정하는 것을 제한한 것을 규탄한다."는 내용이 담긴 결의안의 검토된 버전을 승인했다. 이전 버전에 대한 이스라엘의 항의 이후에 약간의 언어 완화를 포함했음에도 불구하고 이스라엘은 이러한 문장들을 계속해서 비난했다.
결의안이 통과된 이후에 이스라엘은 공식적으로 유네스코와의 협력을 전격 중단한다고 밝히고 모든 관계를 끊었다. 이 결의가 통과된 이후에 유네스코는 국제적인 비난을 받았다. 반면 팔레스타인의 지도자들은 그 결정을 환영했다. 현재 유네스코와 이스라엘 사이의 긴장은 여전히 팽팽한 것으로 보인다. 2016년 12월 초에 네타냐후 총리는 이스라엘에서 고고학적 발견물과 함께 유네스코에 냉소적으로 태그를 단 트윗을 공개했는데 이는 이스라엘과 유네스코 사이의 갈등이 여전히 있음을 나타낸다.
2016년 12월 23일에 통과된 유엔 안전보장이사회 결의 제2334호는 2009년 이후 처음으로 통과된 이스라엘과 팔레스타인 영토에 관한 유엔 안전보장이사회 결의, 1980년에 통과된 유엔 안전보장이사회 결의 제465호 이후 처음으로 이스라엘 정착촌 문제를 구체적으로 다룬 것으로 이스라엘과 유엔 전체의 갈등을 심각하게 강화하는 역할을 했다. 이 결의안은 어떠한 제재나 강압적 조치도 포함하지 않았고 유엔 헌장의 법적 구속력이 없는 제6장에 따라 채택되었다. 그러나 이스라엘의 신문 《하레츠》는 결의안이 중장기적으로 "이스라엘 전체, 특히 정착 사업에 심각한 영향을 미칠 수 있다."고 경고했다. 네타냐후 총리는 이스라엘의 이익에 반하는 행동을 하는 국가들은 외교적, 경제적 대가를 치를 것이라고 선언했다. 또한 결의안 통과에 대한 대응으로 이스라엘 외무부에 당시 유엔 안전보장이사회 비상임이사국 가운데 하나였던 세네갈에 대한 모든 원조 프로그램을 취소하라고 지시했다.

## 같이 보기
- 성전 부정